# Bortigiadas
Bortigiadas är en ort och kommun i provinsen Sassari i regionen Sardinien i Italien. Kommunen hade 759 invånare (2017).